# Álvaro Morais Filho
Álvaro Magliano de Morais Filho, né le 27 novembre 1990 à João Pessoa, est un joueur de beach-volley brésilien.
Aux Championnats du monde de beach-volley 2013 à Stare Jabłonki, il a remporté la médaille d'argent avec Ricardo Santos.